# Francesco Paolo Di Blasi
Francesco Paolo Di Blasi (Palermo, 1753 – Palermo, 20 maggio 1795) è stato un patriota, giurista e politico italiano, cittadino del Regno di Sicilia.
Sostenitore della creazione di una Repubblica siciliana, tentò di organizzare un attentato contro il viceré, l'arcivescovo di Palermo Filippo Lopez y Royo.

## Origini familiari
Francesco Paolo Di Blasi, figlio di don Vincenzo Di Blasi Gambacorta (1709-1756) e donna Emanuela d'Angelo Catalano, nacque nel 1753 a Palermo da nobile famiglia che le cronache araldiche vogliono originaria di Benevento e passata nel Regno di Sicilia all'epoca dei Vespri Siciliani nel 1282. Con il titolo di Baroni dei feudi di Torre Sparacia, Diesi, Mendola; Baroni della Salina di Perollo, del Tono di Milazzo; baroni di Cavarretto,  la famiglia Di Blasi si era diramata da Salemi ad Alcamo, Castelvetrano, Trapani e dai primi del '600 a Ragusa e Vittoria dove detennero il feudo di Surdi il titolo di baroni di Cavarretto). Un altro ramo della famiglia otterrà inoltre il titolo di marchesi di Camporeale. Nella seconda metà del '700 proprio a Palermo, un ramo cadetto dei Di Blasi, diventerà il più illustre della casata e Francesco Paolo, di questo, ne sarà proprio la punta ma anche l'ultimo erede.

## Biografia
Francesco Paolo rimase orfano di padre a pochi anni dalla nascita. Nel 1756, infatti, suo padre Vincenzo, che da poco era divenuto pretore di Palermo, morì a causa di un colpo apoplettico nella casa del suo amico il marchese di Villabianca e Piedigrotta. Don Vincenzo era stato accademico del Buon Gusto e degli Ereini; aveva fondato un'Accademia di poesia siciliana detta «Dei pescatori oretei»; uomo molto raffinato era stato autore di diversi saggi tra cui un'Apologia filosofica-storica in cui si mostra il sesso delle donne superiore a quello degl'uomini (Catania, 1737). L'educazione del piccolo Francesco Paolo allora fu curata da subito dai due zii Salvatore Maria e Giovanni Evangelista Di Blasi, entrambi monaci benedettini e abati del Monastero di San Martino delle Scale a Monreale. Un'altra zia del giovane Francesco Paolo, donna Vita Caterina, era badessa del Monastero delle Vergini e ancora un altro zio, Gabriele Maria Di Blasi, al secolo Giuseppe Pietro Francesco, fu Arcivescovo di Messina dal 1764 al 1776.
Crescendo Francesco Paolo, fu educato dall'illuminista Domenico Caracciolo, marchese di Villamaina, giunto nel 1781 nel Regno di Sicilia per ricoprire la carica di Viceré. Di Blasi entrò nelle grazie di Caracciolo e abbracciò la cultura illuminista e in particolare la filosofia di Jean-Jacques Rousseau. Divenne un brillante avvocato, come prima di lui il padre Vincenzo e il nonno, don Scipione Di Blasi ed Ebbano (1673-1734), a sua volta governatore del Monte di Pietà, senatore, e ancora sindaco in perpetuo di Palermo. Francesco Paolo, quindi, esercitò la professione forense e iniziò a pubblicare degli scritti giuridici. Fu inoltre promotore di un'accademia di lingua siciliana a Palermo: fondò, infatti, l'Accademia Siciliana, che aveva sede proprio nel palazzo della famiglia Di Blasi sul "Piano delli tri re" ("Ghianu di li tri re" in siciliano).
Nel 1778 diede alle stampe uno scritto di chiara matrice rousseauiana, Dissertazione sopra l'egualità e la disuguaglianza degli uomini in riguardo alla loro felicità.
Quando nel 1781 giunse Caracciolo, proprio Di Blasi propose la pubblicazione riordinata e completa delle Prammatiche del Regno, cioè delle leggi sicule, dal 1339 al 1759 (Pragmaticae sanctiones Regni Siciliae, quas iussu Ferdinandi III Borbonii nunc primum ad fidem authenticorum exemplarium in regiis tabulariis existentium recensuit Fr. Paulusde Blasi). L'incarico di farlo gli fu dato dal successore di Caracciolo, il nuovo viceré, Francesco d'Aquino, principe di Caramanico.
Le Prammatiche furono ultimate nell'anno della Rivoluzione francese nel 1789, anno in cui sarà nominato dal viceré giudice della Gran Corte Pretoriana di Palermo. Nel 1790, darà alle stampe un'altra opera importante, Saggio sulla legislazione della Sicilia. Francesco Paolo fu iniziato, probabilmente intorno al 1790, alla Libera Muratoria.
Massone, fece parte della Loggia La Fratellanza (formatasi da una gemmazione della più antica Loggia palermitana, la San Giovanni di Scozia), della quale conosciamo la composizione attraverso le testimonianze, ritenute attendibili, di uno dei suoi membri: il teologo luterano danese Friederich Münter.
Conquistato dalle idee d'uguaglianza promulgate dalla Rivoluzione francese, avversò il nuovo viceré, l'arcivescovo di Palermo Filippo Lopez y Royo, succeduto al Caramanico. Con la scomparsa di quest'ultimo, che chiuse a detta di molti la stagione liberale in Sicilia, si posero le basi per l'ideazione di una congiura da parte di Di Blasi, insieme al barone Ferdinando Porcari, verosimilmente mirata alla cattura del viceré e all'instaurazione di una repubblica siciliana. Tradito da uno dei cospiratori, tale Giuseppe Teriaca, il 31 marzo venne arrestato e successivamente torturato, senza tuttavia che rivelasse i nomi dei complici. Il 18 maggio fu condannato a morte, insieme ad altri tre congiurati, da una corte presieduta dal presidente della Regia Gran Corte Giovanni Battista Asmundo Paternò. Porcari invece, che era riuscito a fuggire, fu messo al bando..
Fu decapitato nel piano di Santa Teresa (oggi, piazza Indipendenza) il 20 maggio 1795. Assistette all'esecuzione, da casuale testimone oculare, lo studioso di cultura orientale Joseph Hager.
Una lapide affissa nel muro della caserma Garibaldi, ne ricorda ancora oggi il sacrificio.

## Pensiero
Di Blasi lasciò numerose opere a carattere giuridico. Il suo pensiero si edificò nel contesto di quei germi illuministi che la società siciliana, a fine XVIII secolo, tentò di esprimere. Nel saggio Sulla legislazione di Sicilia si traccia un piano di radicale rinnovamento sociale, ispirato a sentimenti umanitari, egualitari e democratici. In particolare, si delinea un sistema che non esclude la presenza delle classi, ma le struttura su basi economiche che rispondano a principi meritocratici. La tassazione si sarebbe dovuta applicare proporzionalmente secondo i guadagni, così da scongiurare l'ingiustizia dei ceti privilegiati. 
Ispirato dalle nuove dottrine di Cesare Beccaria, Gaetano Filangieri e Francesco Mario Pagano, Di Blasi si fece inoltre promotore di una riforma giudiziaria, denunciando la pena di morte e la tortura, ancora in uso nel Regno siciliano: "In Sicilia quanto vi ha di lungherie nelle cause civili, tanto di precipitanza decide della vita di un cittadino. La parola stessa ex abrupto lo dimostra ad evidenza. Uno accusa: due testimoni lo affermano: qualunque sia la loro condizioni per lo più fanno fede. Senza sentirsi il supposto reo si mette nelle forze della giustizia: si ricerca del delitto: si astringe a confessare con tormenti. Con una confessione più delle volte strappata dal timore o dalla vessazione si perfeziona la prova del delitto ed il processo fiscale".
Lo storico Rosario Romeo lo cita come "il solo credente nella religione illuministica che possa annoverarsi nella Sicilia settecentesca", sottolineando lo spessore innovativo del suo pensiero, la fede nella Ragione e nella possibilità di conseguire la felicità per il genere umano, pur non negandone i limiti connessi a un certo "utopismo e semplicismo".

## Nella cultura
La sua vicenda è narrata da Leonardo Sciascia ne Il consiglio d'Egitto.
Il suo personaggio ha un ruolo importante nel romanzo storico Calvello il bastardo di Luigi Natoli.

## Opere
- Dissertazione sopra l'egualità e la disuguaglianza degli uomini in riguardo alla loro felicità (1778)
- Saggio sopra la legislazione di Sicilia (1790)
- Prammatiche del Regno di Sicilia 1339-1538 (1791)
- Prammatiche del Regno di Sicilia 1539-1579 (1793)